# Promachus aegyptiacus
Promachus aegyptiacus là một loài ruồi trong họ Asilidae. Promachus aegyptiacus được Efflatoun miêu tả năm 1929. Loài này phân bố ở vùng Cổ Bắc giới và nhiệt đới châu Phi.